# Эльзас (винодельческий регион)
Эльзас — один из винодельческих регионов северо-востока Франции, географически соответствующий одноимённой исторической области (в прошлом немецкоязычной). Известен главным образом полусладкими белыми винами из рислинга и гевюрцтраминера. Производит также сортовые сухие и сладкие белые, красные, розовые и игристые вина. Примерно 90 % эльзасских вин — белые.
Эльзасское виноделие имеет больше общего с виноделием Германии, чем Франции. Например, характерная форма винной бутылки («эльзасская флейта» с удлинённым горлышком) — общая с винодельческими регионами Германии и Австрии.

## История
Как и в других регионах Западной Европы, виноделие было одной из основных доходных статей для крупных монастырских хозяйств Средних веков. Близость Рейна, одной из главных водных транспортных артерий Европы, в немалой степени благоприятствовала экспорту местных вин на рынки других стран.
В XVI веке виноградники Эльзаса занимали территорию в два раза бо́льшую, чем ныне. Известно, что виноградари Риквира уже в то время имели определённую степень самоорганизации, совместно принимая решения о дате начала сбора урожая и о разрешённых к возделыванию сортах винограда.
Катастрофический удар по эльзасскому виноделию нанесли Тридцатилетняя война и затем войны Людовика XIV, в ходе которых регион был аннексирован Францией. Долгое время Эльзас не воспринимался как перспективный район для производства качественных вин. Отсюда везли ординарные вина и материал для купажей. Торговцы продавали вина, указывая на них сорт винограда, что характерно для Германии, а не для Франции. В 1828 году площадь виноградников составляла около 30 тыс. га.
В период с 1871 по 1918 годы, когда Эльзас входил в состав Германской империи, винодельческая территория заметно выросла, превзойдя по площади все другие регионы Германии. В 1900 году было налажено производство игристых вин («Креман д'Эльзас»). Германский закон о виноделии 1909 года продолжал применяться в Эльзасе вплоть до конца Второй мировой войны.
В 2006 году виноградом было засажено более 15,3 тыс. га земли в 119 эльзасских деревнях; приготовлено 111,3 млн литров вина, разлитого в 148,4 млн бутылок (из которых каждая четвёртая предназначалась на экспорт). При этом 78% эльзасского вина было выпущено в рамках одного аппелласьона (Alsace AOC), что контрастирует с фрагментированностью других винодельческих регионов Франции. Общий доход от изготовления и продажи эльзасского вина составил 478,8 млн. евро. Основными потребителями эльзасских вин являлись Бельгия, Нидерланды, Германия, Дания и США.

## Сорта винограда
С немецкими традициями связан сохраняющийся акцент на сорте винограда, из которого произведено вино, а не на месте его происхождения (терруаре). В отличие от других регионов Франции, эльзасские виноделы указывают на этикетках в первую очередь (и в обязательном порядке) сортовой состав вина. Благородными сортами в Эльзасе считаются рислинг (занимает 23% виноградников), пино-блан (20%), гевюрцтраминер (18%), токай-пино-гри (13%), сильванер (12%) и мускаты.
Пино-гри (до 2008 года именовавшийся в Эльзасе токаем) традиционно собирался поздно и (благодаря использованию затронутых ботритисом ягод) давал характерные вина позднего урожая. Ввиду того, что предпочтения потребителей сдвигаются в сторону сухих вин, теперь на рынке можно встретить эльзасские пино-гри самой разнообразной степени сухости / сладости (как и в случае с луарскими винами из Вувре).

## Виноградники
Основными районами виноградарства в Эльзасе являются Вогезы на западе и долина реки Рейн на востоке. Виноградники расположены на холмах лентой шириной в 1,5 км в среднем на высоте 180-400 м. Граниты, слагающие горные склоны  гор, позволяют насыщать рислинг минералами, глинистые почвы больше подходят для гевюрцтраминера, а смесь известняка и песчаника — для муската.
Несмотря на северные по меркам виноградарства широты, в Эльзасе достаточно комфортные температуры, количество осадков равно 500 мм, а ветры — западного направления. Из-за особенностей рельефа над некоторыми территориями небо в течение нескольких недель может быть безоблачным. Во время вегетации это даёт гарантию вызревания винограда и возможность оставить его на лозе для подвяливания и создания вин категории позднего сбора (фр. vendange tardive). Наиболее качественные из таких вин имеют отметку «из отборных благородных ягод» (SGN, то есть sélection de grains nobles), которая соответствует немецкой категории Beerenauslese.
С конца XX века делаются попытки внедрить в Эльзасе свойственное французскому виноделию понятие терруара. Так, в 1983 году была введена категория grand cru, которая присваивается лучшим виноградникам, откуда происходит наиболее качественное вино. На этикетке по бургундской традиции также может быть идентифицирован lieu-dit или clos — виноградник уровнем ниже, удостоенный собственного имени. Помимо универсального аппелласьона Alsace AOC, выделяются также аппелласьоны AOC Alsace Grand Cru (вина с пяти десятков лучших виноградников региона) и AOC Crémant d’Alsace (игристые вина).

## Туризм
«Винная дорога Эльзаса» — цепь живописных маленьких городков, столетиями живущих виноделием. Дома виноделов узнаются безошибочно: на их стенах — гербы и эмблемы, а во дворах — винные прессы и дубовые бочки. Это самый популярный маршрут винного туризма, которым ежегодно пользуются до 1,5 млн туристов. Своего рода продолжением его по другую сторону границы служит Германский винный путь. С 1948 года в Кольмаре на рубеже июля и августа проводится ярмарка вин Эльзаса.